# Слобода предводи народ
Слобода предводи народ (La Liberté guidant le peuple, : []) је слика из доба романтизма француског уметника Ежена Делакрое, насликана у знак сећања на Јулску револуцију 1830. године, која је збацила краља Шарла X (владао 1824–1830). „Жена из народа” голих груди са фригијском капом, која персонификује концепт и богињу Слободе, у пратњи младог дечака који у свакој руци држи пиштољ, предводи групу различитих људи преко барикаде и тела палих, док у једној руци држи тробојку — заставу Француске револуције, која је након ових догађаја поново постала национална застава Француске — а у другој држи бајонетом опремљену мускету. Лик Слободе се такође сматра симболом Француске и Француске републике, познате као Маријана. Слика се понекад погрешно сматра приказом Француске револуције из 1789.
Слобода предводи народ изложена је у Лувру у Паризу.

## Историја
У време када је Делакроа насликао Слободу предводи народ, већ је био признат као водећа снага романтичарске школе у француском сликарству. Делакроа, рођен у време када је доба просветитељства уступало место идејама и стилу романтизма, одбацио је нагласак на прецизном цртежу који је карактерисао академску уметност његовог времена и уместо тога дао нови значај слободно нанетим бојама.
Делакроа је ово дело насликао у јесен 1830. године. У писму свом брату од 21. октобра, написао је: „Моје лоше расположење нестаје захваљујући напорном раду. Започео сам модеран субјект — барикаду. И ако се нисам борио за своју земљу, барем ћу сликати за њу.” Слика је први пут изложена на званичном Париском салону 1831. године.

## Симболизам
Делакроа је приказао Слободу и као алегоријску богињу и као снажну жену из народа. Гомила лешева и олупина делује као врста постамента са којег Слобода, босонога и голих груди, излази из платна у простор гледаоца. Фригијска капа коју носи постала је симбол слободе током прве Француске револуције 1789. Слика се сматра прекретницом краја доба просветитељства, јер многи научници крај Француске револуције виде као почетак епохе романтизма.
Борци потичу из мешавине друштвених класа, од буржоазије, представљене младићем са цилиндром, студентом престижне Политехничке школе (École Polytechnique) који носи традиционални бикорн, до револуционарног градског радника, чији је пример дечак који држи пиштоље. Оно што им је заједничко јесте жестина и одлучност у очима. Осим заставе коју држи Слобода, у даљини се може видети и друга, мања тробојка, како се вијори са кула Нотр Дама.
Идентитет човека са цилиндром је предмет широке дебате. Сугестију да је то био аутопортрет Делакрое одбацили су модерни историчари уметности. Крајем 19. века сугерисано је да је модел био позоришни редитељ Етјен Араго, док су други предлагали будућег кустоса Лувра, Фредерика Вијоа; међутим, о овом питању не постоји чврст консензус.
Неколико фигура је вероватно позајмљено са графике популарног уметника Николе Шарлеа, плодног илустратора за којег је Делакроа веровао да је, више од било кога другог, ухватио особену енергију Парижана.

## Куповина и излагање
Француска влада је купила слику 1831. године за 3.000 франака са намером да је изложи у престоној сали Луксембуршке палате као подсетник „краљу-грађанину” Лују-Филипу на Јулску револуцију, захваљујући којој је дошао на власт. Овај план није остварен, па је платно неколико месеци висило у музејској галерији палате, пре него што је уклоњено због своје запаљиве политичке поруке. Након Јунског устанка 1832. враћена је уметнику. Према Алберту Бојму: 
Шанфлери је у августу 1848. написао да је слика била „сакривена на тавану јер је била превише револуционарна”. Иако ју је Министарство унутрашњих послова Луја-Филипа првобитно набавило као гест левици, након устанка на сахрани Ламарка у јуну 1832. године никада више није била јавно изложена из страха да не пружи лош пример.
 Делакрои је било дозвољено да пошаље слику својој тетки Фелисите на чување. Након што је Друга република успостављена после револуције 1848., слика је накратко изложена те године, а затим током Другог царства на Салону 1855. Недавно успостављена Трећа република коначно је набавила слику 1874. за колекцију Музеја Лувр у Паризу.
Године 1974–75, слика је била централно дело на изложби коју су организовали француска влада, Метрополитенски музеј уметности у Њујорку и Детроитски институт уметности као поклон народу Сједињених Држава поводом двестогодишњице САД. Изложба под називом Француско сликарство 1774–1830: Доба револуције представљала је ретко приказивање Делакроине слике, као и многих других од 148 дела, изван Француске. Изложба је прво приказана у Гран Пале од 16. новембра 1974. до 3. фебруара 1975. Преселила се у Детроит од 5. марта до 4. маја 1975, а затим у Њујорк од 12. јуна до 7. септембра 1975.
Године 1999. превезена је авионом Ербас Белуга из Париза за Токио, преко Бахреина и Калкуте, за око 20 сати. Велико платно, димензија 981 feet са 1.188 feet, било је превелико да стане у Боинг 747. Транспортовано је у вертикалном положају унутар посебног контејнера под притиском, са изотермалном заштитом и уређајем против вибрација.
Године 2012. премештена је у нови музеј Лувр-Ланс у Лансу, Па де Кале, као главно дело у првој групи слика из колекције Лувра које су тамо инсталиране. Дана 7. фебруара 2013. године, слику је вандализовала једна посетитељка у Лансу. Неидентификована 28-годишња жена наводно је написала натпис („AE911”) на слици. Жену су одмах ухапсили чувар и један посетилац. Убрзо након инцидента, управа Лувра и његовог огранка у Па де Калеу објавила је саопштење за штампу у којем се наводи да је „на први поглед натпис површински и да би требало да се лако уклони”. Званичници Лувра су следећег дана објавили да је натпис уклоњен за мање од два сата од стране рестауратора, без оштећења оригиналне боје, и да је дело враћено на излагање истог јутра.
У септембру 2023. године, званичници су уклонили дело са изложбе ради најновије конзервације и рестаурације. У припреми, музеј је слику прво подвргао анализи рендгенским, ултраљубичастим и инфрацрвеним зрацима. Ови прегледи довели су до открића да су многе бриљантне боје слике биле пригушене испод неколико слојева пожутелог лака и прашине. Величина платна приморала је конзерваторе да све радове обављају на лицу места. Рестаурирана слика враћена је на излагање у априлу 2024. Током свог рада, рестауратори су открили неколико ствари скривених испод осам слојева лака и прљавштине. Поред живописних белих облака и облака дима, открили су да хаљина централне фигуре није била у потпуности жута, већ првобитно светлосива са деловима злата. Веровали су да је ова промена настала током радова на рестаурацији завршених 1949. године. Такође су открили чизму у доњем левом углу која се дуги низ година стапала са калдрмом.

## Наслеђе
Иако Делакроа није био први уметник који је приказао Слободу са фригијском капом, његова слика је можда најпознатија рана верзија фигуре опште познате као Маријана, симбола Француске републике и Француске уопште.
Слика је можда утицала на роман Виктора Игоа из 1862. године, Јадници. Посебно се верује да је лик Гавроша инспирисан фигуром дечака са пиштољима који трчи преко барикаде. Роман описује догађаје Јунског устанка, две године након револуције прослављене на слици, истог устанка који је довео до њеног уклањања из јавности.
Познато је да је артефакт Зекија Фаика Изера из 1933. године за десету годишњицу Републике Турске, На путу револуције, инспирисан Делакроом, што је и сам уметник признао. Слика симболизује улогу жена у Турској револуцији, на сличан начин као што то чини са Маријаном.
Слика је инспирисала дело Слобода осветљава свет Фредерика Огиста Бартолдија, познато као Кип слободе у Њујорку, које је поклоњено Сједињеним Државама од стране Француске пола века након што је Слобода предводи народ насликана. Кип, који у руци држи бакљу, заузима стабилнији, непомичнији став од жене на слици. Гравирана верзија дела слике, заједно са приказом Делакрое, налазила се на новчаници од 100 франака од 1978. до 1995. године. Слика је имала утицај на класичну музику. Џорџ Антејл је своју Симфонију бр. 6 назвао Према Делакрои и изјавио да је дело инспирисано Слободом предводи народ. Слику је Роберт Балах прилагодио како би обележио борбу Ирске за независност на ирској поштанској маркици 1979. године, на стогодишњицу рођења Патрика Пирса, а слика је коришћена за омот албума бенда Coldplay из 2008. године Viva la Vida or Death and All His Friends, са речима Viva La Vida исписаним белом бојом. Ригоберта Бандини се позива на слику у рефрену своје песме из 2021. године Ay mamá. Омот књиге из 2010. Enough is Enough: How to Build a New Republic (Доста је било: Како изградити нову републику) аутора Финтана О'Тула референцира слику, али са Кетлин Ни Хулихан која држи ирску тробојку у Даблину, док лидери три главне политичке странке тог времена (Брајан Кауен, Енда Кени и Ејмон Гилмор) леже на земљи.
Током епизоде од 20. октобра 2011. у серији BBC Radio 4 In Our Time, водитељ Мелвин Браг водио је панел дискусију о слици.
Слобода предводи народ појавила се у 11. епизоди („EDGELORD – Revolution of the 14-Year-Olds”) Нетфликсове анимиране серије Ghost in the Shell: SAC 2045.
Слика је приказана у Винћенцу, јужнокорејској ТВ серији из 2021. године са Сонг Џунг-кијем у главној улози, у 7. епизоди. Такође је наведена као утицај за тематске боје тамилског филма из 2023. Maaveeran.
Фотографија Аеда Абу Амра коју је снимио Мустафа Хасона током протеста на граници Газе 2018–2019. 22. октобра 2018. године, неки су сматрали персонификацијом Слободе која предводи народ.
Уметничко дело се истакнуто појављује у филму Џон Вик 4 из 2023. године, где се главни антагониста види како стоји испред слике у Лувру, који је за потребе снимања сцена био затворен за јавност.
Глумци су рекреирали слику током церемоније отварања Олимпијских игара 2024. у Консјержерију. Током рекреације, пратила их је француска верзија песме „Do You Hear The People Sing?” из мјузикла Јадници.